# Coelinidea crota
Coelinidea crota är en stekelart som beskrevs av Riegel 1982. Coelinidea crota ingår i släktet Coelinidea och familjen bracksteklar. Inga underarter finns listade i Catalogue of Life.